# Burton Swifts Football Club
Il Burton Swifts Football Club (1871-1901) era una società calcistica di Burton upon Trent, in Inghilterra. Nel 1901 la società è stata fusa con il Burton Wanderers per dar vita al Burton United.